# Ferenc Deák (književnik)
Ferenc Deák (Novi Itebej, 1. siječnja 1938. – 23. listopada 2011.) je bio vojvođanski Mađar, dramski pisac, pjesnika, scenarist i diplomat. Diplomirani je primijenjeni umjetnik.

## Životopis
Rodio se 1. siječnja 1938. u Novom Itebeju. Škole je pohađao u Zrenjaninu, Subotici i Novom Sadu. U Novom Sadu je 1960. godine diplomirao primijenjenu umjetnost. Napisao je četrdesetak knjiga, 12 filmskih scenarija, dvadesetak drama i dr. Preveden je na skoro sve europske jezike te na arapski i kineski. 
Bio je veleposlanikom SFRJ od 1982. do 1986. godine. Pokrivao je Gvineju, Gvineju Bisao, Sieru Leone i Zelenortsku Republici. Kratko je vrijeme obnašao dužnost veleposlanika u Bjelokosnoj Obali. Bio je članom društava književnika Vojvodine, Srbije i Mađarske. 
Umro je 2011. Posmrtni ostaci su mu kremirani i rasuti na Fruškoj Gori.  

## Nagrade
Dobio je mnoštvo nagrada i priznanja, preko 20. Ističe se Sterijina nagrada za dramu Borovnice 1969. godine, Velika zlatna Arena u Puli kao suscenarista za srbijanski film Trofej 1979. godine te Zlatna arena na Pulskom festivalu za scenarij srbijanskog filma Granica 1990. godine. 2010. je proglašen počasnim građaninom Grada Subotice.